# Leptanthura diemenensis
Leptanthura diemenensis is een pissebed uit de familie Leptanthuridae. De wetenschappelijke naam van de soort is voor het eerst geldig gepubliceerd in 1885 door Haswell.